# Corti di Apple & Onion
I corti di Apple & Onion sono stati trasmessi negli Stati Uniti, da Cartoon Network, dall'11 febbraio al 7 aprile 2018.
In Italia sono stati trasmessi su Cartoon Network dal 2 al 28 febbraio 2019.
| nº | Titolo originale | Titolo italiano          | Prima TV USA     | Prima TV Italia  |
| -- | ---------------- | ------------------------ | ---------------- | ---------------- |
| 1  | Lift             | L'ascensore              | 11 febbraio 2018 | 23 febbraio 2019 |
| 2  | Buff Up My Head  | Lucida la testa!         | 11 marzo 2018    | 2 febbraio 2019  |
| 3  | Nothing Else     | Nient'altro              | 17 marzo 2018    | 8 febbraio 2019  |
| 4  | Sleep            | È ora di dormire         | 25 marzo 2018    | 9 febbraio 2019  |
| 5  | Water            | Acqua                    | 1º aprile 2018   | 15 febbraio 2019 |
| 6  | Car              | L'allarme della macchina | 5 aprile 2018    | 16 febbraio 2019 |
| 7  | Pizza Party      | Pizza Party              | 6 aprile 2018    | 28 febbraio 2019 |
| 8  | Goodbye          | Andare via               | 7 aprile 2018    | 22 febbraio 2019 |